# Time Flowing Backwards
Time Flowing Backwards è un album in studio dei The Cakekitchen pubblicato negli USA nel 1991 dalla Homestead Records. Le prime quattro canzoni erano già state pubblicate in Nuova Zelanda dalla Flying Nun Records lo stesso anno nell'EP di esordio del gruppo, The Cake Kitchen, mentre le altre sei sono brani mai pubblicati prima e registrati fra il 1988 e i 1990.

## Tracce
Lato A
1. Dave the Pimp – 5:16 (Graeme Jefferies e Robert Key)
2. Witness to Your Secrets – 4:11 (Graeme Jefferies)
3. Silence of the Sirens – 2:40 (Graeme Jefferies)
4. Machines – 4:00 (Graeme Jefferies)
5. File Under Filed – 3:15 (Graeme Jefferies)

Lato B
1. Airships – 4:14 (Graeme Jefferies)
2. Walked over Texas – 2:55 (Graeme Jefferies, Jay Clarkson e David Mitchell)
3. One + One = One – 5:27 (Graeme Jefferies)
4. Is It Only Monday? – 3:12 (Graeme Jefferies)
5. Boat To The Ceiling – 1:40 (Graeme Jefferies)

## Musicisti
- Rachael King: basso e voce
- Robert Key: batteria
- Graeme Jefferies: voce, chitarra e pianoforte